# Chłopaki z Somers Town
Chłopaki z Somers Town (ang. Somers Town) – brytyjski komediodramat z 2008 roku oparty na scenariuszu Paula Frasera i reżyserii Shane'a Meadowsa.
Film miał premierę 22 sierpnia 2008 roku w Wielkiej Brytanii, a w Stanach Zjednoczonych 15 lipca 2009 roku.

## Opis fabuły
Londyn. Szesnastoletni Tomo (Thomas Turgoose) ucieka z domu. Zaprzyjaźnia się z pochodzącym z Polski Markiem (Piotr Jagiełło). Jego ojciec jest robotnikiem, a wolny od pracy czas spędza na piciu alkoholu. Samotni chłopcy spędzają razem coraz więcej czasu. Wkrótce obaj zakochują się w tej samej dziewczynie.

## Obsada
- Piotr Jagiełło – Marek
- Thomas Turgoose – Tomo
- Ireneusz Czop – Mariusz
- Perry Benson – Graham
- Elisa Lasowski – Maria
- Kate Dickie – Jane